# Scytodes tertia
Scytodes tertia är en spindelart som beskrevs av Lawrence 1927. Scytodes tertia ingår i släktet Scytodes och familjen spottspindlar. Inga underarter finns listade i Catalogue of Life.